# The Principle of Moments
The Principle of Moments — другий сольний альбом колишнього вокаліста британського рок-гурту «Led Zeppelin» Роберта Планта, випущений 1983 року.

## Про альбом
Диск потрапив до «Топ-10» у США і Великій Британії. Альбом містив перший сольний хіт Планта, який потрапив до «Топ-40» — «Big Log». Найпопулярнішим треком на AOR-радіо в США став «Other Arms», який досяг першої позиції в чарті «Top Tracks» журналу «Billboard». Барабанщик «Genesis» Філ Коллінз грав в шести з восьми пісень альбому (як і в попередньому «Pictures at Eleven»). В інших двох треках грав колишній барабанщик «Jethro Tull» Беррімор Барлоу.
Як і в першому сольному альбомі Планта, «Pictures at Eleven», пісні відрізнялися за стилем від хард-року, характерного для «Led Zeppelin». Після успіху альбому в 1983 році Плант вирушив в успішний тур. У цьому турі барабанщиком в групі Планта був Філ Коллінз. Коллінз виступав як член складу, що акомпанував, незважаючи на те, що в той час мав великий успіх як сольний виконавець. У частини туру по Австралії і Азії барабанщиком був Річі Хайвард з гурту «Little Feat».
3 квітня 2007 року лейбл «Rhino Entertainment» випустив ремастоване видання альбому з бонус-треками.
До пісень «Big Log» і «In The Mood» були зняті відеокліпи.

## Трекліст
Сторона А
1. «Other Arms» (Роберт Плант, Роббі Блант) — 4:20
2. «In the Mood» (Плант, Блант, Пол Мартінес) — 5:19
3. «Messin' with the Mekon» (Плант, Блант, Мартінес) — 4:40
4. «Wreckless Love» (Плант, Блант) — 5:18

Сторона В
1. «Thru' with the Two Step» (Плант, Блант, Мартінес) — 5:33
2. «Horizontal Departure» (Плант, Блант, Мартінес, Джезз Вудрофф) — 4:19
3. «Stranger Here… Than Over There» (Плант, Блант, Мартінес, Вудрофф) — 4:18
4. «Big Log» (Плант, Блант, Вудрофф) — 5:03

Бонус-треки до ремастованого видання 2007 року
- «In the Mood» (записано вживу) — 7:35
- «Thru' with the Two Step» (записано вживу) — 11:11
- «Lively Up Yourself» (записано вживу) (Боб Марлі) — 3:04
- «Turnaround» (Плант, Блант, Мартінес, Вудрофф) — 4:55
- «Far Post» (Плант, Блант, Мартінес, Вудрофф) — 4:42

## Учасники запису
- Роберт Плант — вокал
- Роббі Блант — гітари
- Пол Мартінес — бас
- Джез Вудрофф — клавішні
- Філ Коллінз — ударні у 1-3, 5-6, 8 треках і у всіх бонус-треках перевидання 2007 року
- Беррімор Барлоу — ударні у 4 і 7 треках
- Джон Девід — бек-вокал
- Рей Мартінес — бек-вокал
- Боб Майо — гітари, клавішні, бек-вокал у 9-11 треках (перевидання 2007 року)

## Чарти
Альбом
| Рік  | Чарт             | Позиція |
| ---- | ---------------- | ------- |
| 1983 | UK Albums Chart  | 7       |
| 1983 | US Billboard 200 | 8       |

Сингли і альбомні треки
| Рік  | Назва                  | Чарт                    | Позиція |
| ---- | ---------------------- | ----------------------- | ------- |
| 1983 | «Big Log»              | UK Singles Chart        | 11      |
| 1983 | «Big Log»              | US Billboard Hot 100    | 20      |
| 1983 | «In the Mood»          | US Billboard Hot 100    | 39      |
| 1983 | «Other Arms»           | US Billboard Top Tracks | 1       |
| 1983 | «Big Log»              | US Billboard Top Tracks | 6       |
| 1983 | «In the Mood»          | US Billboard Top Tracks | 4       |
| 1983 | «Horizontal Departure» | US Billboard Top Tracks | 44      |

## Сертифікації
| Регіон                                             | Сертифікація | Продажі    |
| -------------------------------------------------- | ------------ | ---------- |
| Австралія (ARIA)                                   | Золотий      | 35 000^    |
| Канада (Music Canada)                              | Золотий      | 50 000^    |
| Нова Зеландія (RIANZ)                              | Платиновий   | 15 000^    |
| Велика Британія (BPI)                              | Золотий      | 100 000^   |
| США (RIAA)                                         | Платиновий   | 1 000 000^ |
| ^відвантаження, що базуються лише на сертифікаціях |              |            |